# Amatla
Amatla är en ort i Mexiko.   Den ligger i kommunen Ixhuacán de los Reyes och delstaten Veracruz, i den sydöstra delen av landet, 220 km öster om huvudstaden Mexico City. Amatla ligger 1 415 meter över havet och antalet invånare är 216.
Terrängen runt Amatla är kuperad åt nordost, men åt sydväst är den bergig. Terrängen runt Amatla sluttar österut. Runt Amatla är det tätbefolkat, med 266 invånare per kvadratkilometer. Närmaste större samhälle är Coatepec, 16,5 km nordost om Amatla. I omgivningarna runt Amatla växer i huvudsak blandskog.